# Слободка-Горчичнянская
Слободка-Горчичнянская (укр. Слобідка-Гірчичнянська) — село в Дунаевецком районе Хмельницкой области Украины.
Население по переписи 2001 года составляло 138 человек. Почтовый индекс — 32462. Телефонный код — 3858. Занимает площадь 0,585 км². Код КОАТУУ — 6821884703.

## Местный совет
32462, Хмельницкая обл., Дунаевецкий р-н, с. Иванковцы, ул. Ленина, 17